# Carayac
Carayac é uma comuna francesa na região administrativa de Occitânia, no departamento de Lot. Estende-se por uma área de 6,87 km². Em 2010 a comuna tinha 110 habitantes (densidade: 16 hab./km²).